# Großer Hundstod
De Großer Hundstod is een berg op de grens van de Duitse deelstaat Beieren en de Oostenrijkse deelstaat Salzburg, Oostenrijk. De berg heeft een hoogte van 2594 meter.
De Großer Hundstod is onderdeel van het Steinernes Meer, dat weer deel uitmaakt van de Berchtesgadener Alpen. De naam is afkomstig van de Watzmannlegende; de hond van Watzmann zou van de berg te pletter zijn gevallen. Overigens doet de vorm van de top daadwerkelijk aan een hondenkop denken.